# Fraternité du Pardon (Huelva)

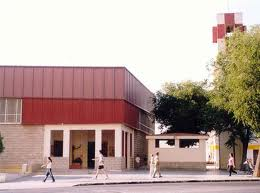
Église de sainte Thérèse d'Avila (Entrée de la maison de Fraternité à la droite du conseil de la paroisse).

La Fraternité Sacramentelle du Pardon est une confrérie de pénitents de Huelva, en Espagne.

## Fraternité
Son nom complet est 
Hermandad Sacramental de Culto, Penitencia y Caridad y Cofradía de Nazarenos del Santísimo Cristo del Perdón y Nuestra Señora de los Dolores 
quipeut se traduirepar
Fraternité  Sacramentelle de Culte, Pénitence et Charité, Confrérie de pénitents du Sanctissime Christ du Pardon et Notre-Dame des Douleurs

## Origines et actes fondateurs.
C'est en 1984 qu'un groupe de jeunes préparant une représentation théâtrale de la Passion du Christ dans la paroisse de Sainte Thérèse de l'enfant Jésus, à Huelva, sous la direction de Juan Candón aidé de son curé Juan José Tocino Bacino, ont l'idée de créer une Confrérie de la Pénitence qui avait pour emblème la statue du Sanctíssime Christ du Pardon qui était vénèrée  dans la paroisse. Pour promouvoir le culte de l'image sacrée, une Via Crucis a été organisé chaque année dans les rues de la paroisse, chaque Vendredi Saint, tradition qui se continue de nos jours.
Le 24 juin 1987, l'évêque du diocèse de Huelva, Monseigneur Rafael González Moralejo,  approuvait les premiers statuts de notre Fraternité. L'année suivante, la première Station de pénitence pour la Procession officielle a lieu dans le matinée du Vendredi saint.
En cette année 1988, la famille Machuca, de Carrión de los Céspedes, a gratifié la Confrérie d'une statue de la Vierge des Douleurs qui leur appartenait.
En 1992, notre Confrérie fut finalement capable de réaliser sa Station de Pénitence, en une seule étape, où le  Très Saint Christ du Pardon accompagné de sa mère formaient un Stabat Mater un peu particulier.
En 2004, notre Fraternité célèbre le Triduum du Saint Sacrement à la veille de la célébration du Corpus Christi, exhortant les frères à participer tant aux cultes organisés par la Fraternité à son siège qu'aux cérémonies organisés dans la Sainte Cathédrale de La Merci avec le même enthousiasme et la même ferveur que dans les autres actes et cultes de la Confrérie.
En 2009, la Fraternité que le jour où elle effectue sa Procession de pénitence soit le Lundi saint.
En 2012,  le Groupe Musical de Santa Cruz, fait don d'une Statue  de Saint Jean l'Evangéliste pour compléter le Stabat Mater représenté sur le Paso du mystère que la confrérie porte en procession.

## Statues votives

### Santissimo Christ Du Pardon
Le Santissime Christ du Pardon est un Christ de Procession, déposé dans le presbytère de l'église paroissiale de Sainte Thérèse de l'Enfant Jésus, où elle préside aux destinées de la fraternité.
Lors du mystère porté en procession sur le Paso de la confrérie, le Lundi Saint, le Santissime Christ du Pardon   est le Crucifix qui compose le Stabat Mater. porté à dos d'homme sur un Paso (brancard) de la confrérie. 

### Notre Dame des Douleurs
Notre Dame des Douleurs est l'œuvre de l'artiste sévillan Manuel Vergara Herrera. Il l'a sculptée en 1943 pour la famille Machuca Vila, de Carrión de los Céspedes, qui la conservera jusqu'en 1988. Le 19 juillet 1988, après une messe d'adieu elle l'offre à la confrérie.
Le 14 septembre 1988, lors de la célébration de l'Exaltation de la Sainte Croix, une délégation de la Confrérie de Notre Père Jésus aux Chaînes est venue l'honorer.
Le 15 septembre 1988, elle participe pour la première fois à la fête de Notre-Dame des Sept Douleurs.
    
En 1996, David Valenciano entreprend la restauration de la statue qui sera terminée en 2002 

### Saint Jean l'Évangeliste
Cette sculpture, œuvre de José Miguel Sánchez,  n'est pas une statue votive la fraternité.
Son acquisition, en 2012,  avait pour but de compléter le mystère porté par le Paso de la Confrérie. Comme le veut la tradition elle se situe à l'opposé de la Vierge éplorée, du côté droit de la Croix sur le Paso.
Il est Oeuvre de José Miguel Sánchez et pour sa bénédiction elle était habillé d'une tunique verte et d'un manteau rouge. 

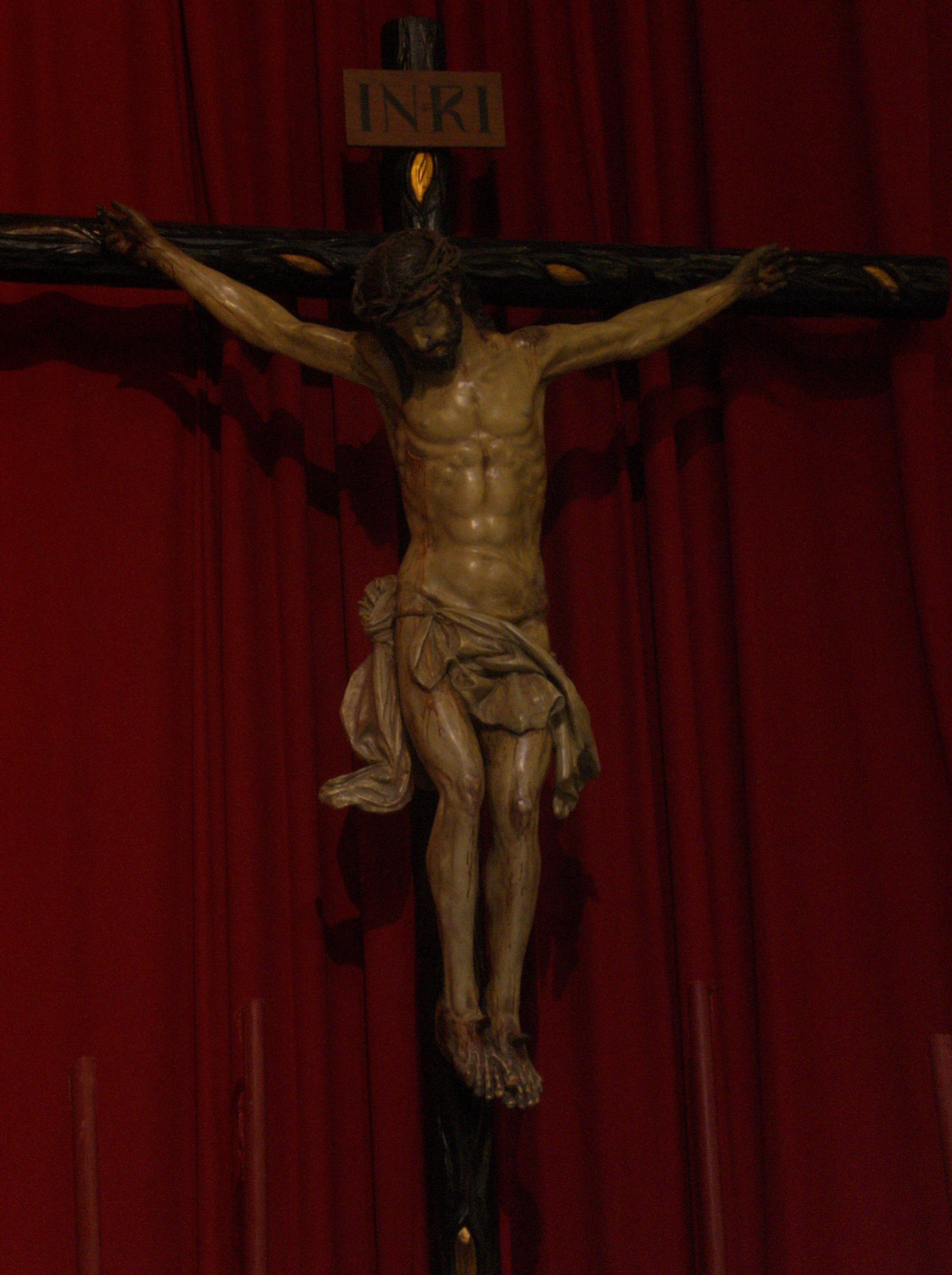
Sanctíssime Christ Du Pardon (Juan Abascal Fuentes, 1981).

## Groupe de Jeunes

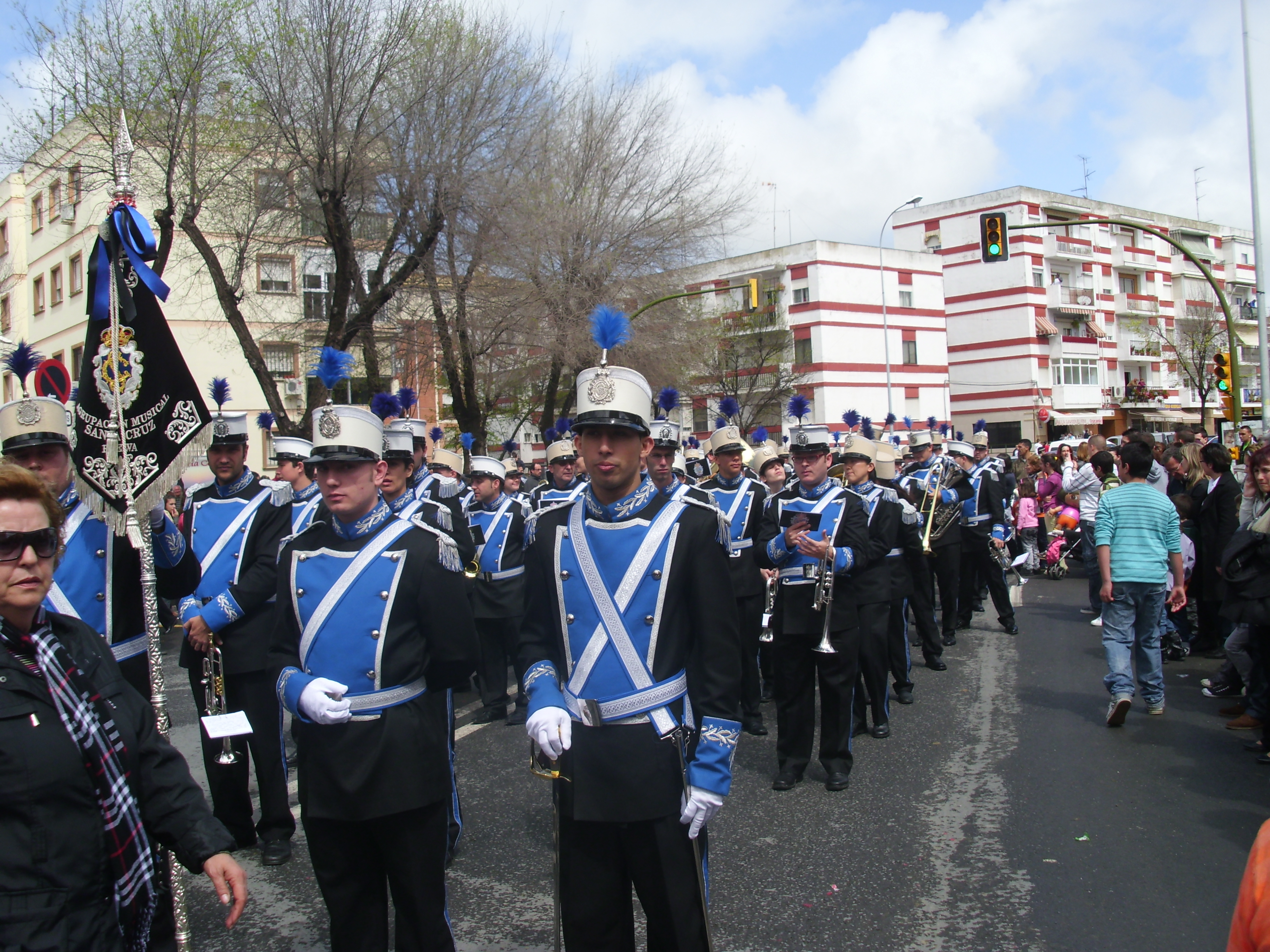
G.M. de la Sainte Croix

Le Groupe de Jeunes(entre 13 et 22 ans) aident, de tout leur possible, pour la vie matérielle de la fraternité.
Ils organisent les cérémonies en l'honneur de Sainte Thérèse de l' Enfant Jésus, sainte patronne de la paroisse.
Ils constituent l'essentiel de membres de l'Ensemble Musical de la Sainte Croix qui défile derrière les pénitents de la fraternité.

## Procession Officielle
La fraternité va en procession, le Lundi Saint en début d'après midi.

### Habit de pénitent
Le froc et les boutons sont rouges, la Cape, le masque et le capirote sont blancs avec l'insigne de la fraternité brodé de rouge. Les porteurs ne portent pas de Capirote .

### Place dans la Procession
Ordre de passage dans la procession officielle de la Semaine Sainte, à Jaén 
| Prédécesseur                                        | Rang d'entrée dans la procession du Lundi Saint | Successeur                                   |
| Hermandad de los Mutilados (Fraternité des Mutilés) | 1° rang                                         | Hermandad del Cautivo (Fraternité du Captif) |

### Patrimoine musical de la Fraternité
Perdón y Consuelo, Pardon et Consolation: David Moya, Banda de CCyTT Divin Salvador (Escacena del Campo)
Tu Perdón mi madrugá, Ton Pardon, ma procession du matin: l'Israël Pereira et Esteban Fernández, A. M. de la Sainte Croix (Huelva)
Aquella madrugá Cette procession du matin: Cristobal López, A. M. de la Sainte Croix (Huelva)
Tu Perdón Ton Pardon: Cristobal López, A. M. de la Sainte Croix (Huelva)
XXV Anniversaire. Israël Pereira. 
La Cruz de tu Perdón La Croix de ton Pardon: A<. M. de la Sainte Croix
Les Larmes du Pardon: A. M. de la Sainte Croix

## Sources
- (es) Cet article est partiellement ou en totalité issu de l’article de Wikipédia en espagnol intitulé « Hermandad del Perdón (Huelva) » (voir la liste des auteurs).

Celui-ci étant un recopie de plusieurs parties de sites présents sur le Web espagnol, l'article a été vérifié à partir des informations du site web officiel de la fraternité.

## Pages connexes
- Église catholique en Espagne
- Confrérie de la Macarena (Sainte Croix de Ténérife)
- Confrérie du Sanctissime Christ de la Pitié (Viveiro)
- Église Nuestra Señora de la Concepción (Santa Cruz de Tenerife)
- Fraternité de Jésus du Grand Pouvoir (La Línea)
- Fraternité de l'Étoile
- Fraternité de la Cène (Málaga)